# Collado de la Grulla
Collado de la Grulla es un  despoblado de la provincia de Teruel, perteneciente al municipio de Albarracín.

## Geografía
Es situado en una prolongación del término de Albarracín, casi en la frontera con la provincia de Cuenca. Está un poco al este del Valle de San Pedro, desaguando hacia el Barranco de los Cortijos, barranco ya de la provincia de Cuenca.

## Historia
Fue propiedad de los monjes del Monasterio de Piedra en 1326.

## Toponimia
Se menciona ya en textos medievales como Collado de la Grulla. En documentos de los monjes del Monasterio de Piedra hablan de una Foya de la Grulla:

las vertientes enta la Foya de la Grulla